# زبان ایکو
ایکو یک زبان بومی در نیجریه است. این زبان بیشتر در بین اهالی بومی منطقه اوبولو به کار می‌رود.